# نهر أورينوكو

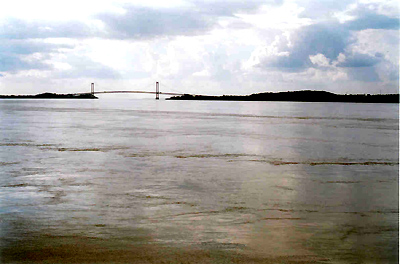
جسر فوق نهر أورينوكو في سيوداد بوليفار، فنزويلا

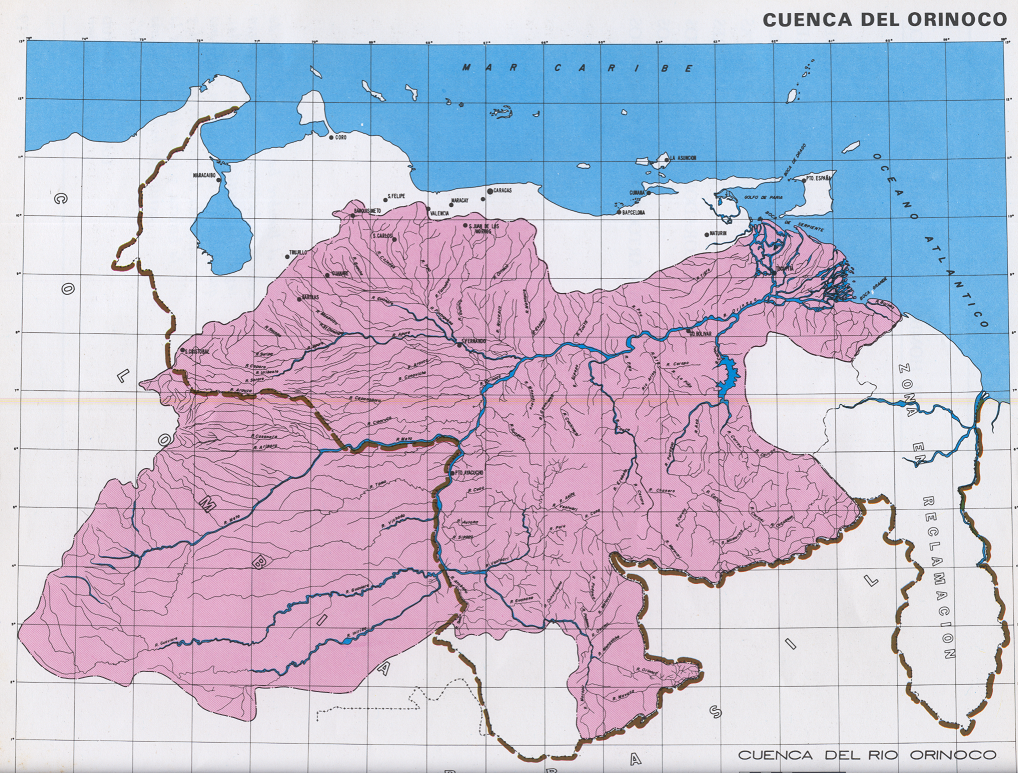
المستجمع المائي لنهر أورينوكو

نهر أورينوكو أو أُورِينوق (بالإسبانية Río Orinoco)، هو نهر في أمريكا الجنوبية وأحد أطول أنهار القارة، يبلغ طوله حوالي 2140 كم ويغطي مساحة تقارب 880,000 كم. يقع 76.3% من مجراه داخل أراضي فنزويلا والباقي في كولومبيا تقع منابع النهر في فنزويلا الجنوبية بالقرب من حدود البرازيل ويصب النهر في المحيط الأطلسي.
يصنف نهر أورينوكو بتصريفه الضخم للمياه على أنه رابع أكبر نهر على مستوى العالم. يلعب النهر وروافده دورًا مهمًا في تسهيل النقل باعتباره شبكة نقل مهمة لشرق وداخل فنزويلا بالإضافة إلى منطقة سهول اللانوس في كولومبيا. علاوة على ذلك يشتهر حوض أورينوكو بتنوعه البيئي الرائع حيث يدعم مجموعة واسعة من الحياة البرية والنظم البيئية.

## تاريخ
اكتشف مصب نهر أورينوكو على المحيط الأطلنطي من قبل كولومبس في الأول من أغسطس عام 1498 خلال رحلته الثالثة، بينما اكتشف منبع نهر أورينوكو في 1951 بعد 453 سنة، أما المنبع الواقع على الحدود البرازيلية فقد اكتشف من قبل فريق مشترك منفينزويلا وفرنسا.